# Gajendragarh
Gajendragarh is een dorp in het district Gadag van de Indiase staat Karnataka. 

## Demografie
Volgens de Indiase volkstelling van 2001 wonen er 28.227 mensen in Gajendragarh, waarvan 51% mannelijk en 49% vrouwelijk is. De plaats heeft een alfabetiseringsgraad van 62%. 